# Brüel
Brüel – miasto w Niemczech, w kraju związkowym Meklemburgia-Pomorze Przednie, w powiecie Ludwigslust-Parchim, wchodzi w skład Związku Gmin Sternberger Seenlandschaft.

## Współpraca
- Schönkirchen, Szlezwik-Holsztyn